# راویه روابحیه
راویه روابحیه (انگلیسی: Raouia Rouabhia؛ زادهٔ ۲۵ ژوئن ۱۹۷۸) بازیکن والیبال زن اهل الجزایر است.